# 都崎あやめ
都﨑 あやめ（とざき あやめ、1999年4月17日 - ）は、日本のAV女優。ティーパワーズ所属。

## 略歴・人物
静岡県出身。趣味は読書、特技はお昼寝。
2021年5月にAVデビュー。
2022年12月1日、DMM GAMES「クリムゾン妖魔大戦 新キャラクター声優公開オーディション」にエントリー。
名字の都﨑の「﨑」は「崎」とよく勘違いされる。

## 作品

### アダルトDVD
- 新人経験人数2人だけど 性の知識が豊富すぎて 中出しAVデビュー!!（5月25日、本中）

- 顔出し解禁!! マジックミラー便 一流企業で働くパンツスーツのピタパン尻OL編 vol.04 タイトなパンツスーツに包まれたパッツパツのむっちり尻を揉みしだかれ恥じらいながらも濡れてしまったエリートおま○こにデカチン挿入!!（3月15日、DEEP'S）
- 一般男女モニタリングAV×マジックミラー便 コラボ企画 勉強漬けの毎日をすごす性欲の溜まった10代の予備校生がまたがり顔面騎乗クンニで人生初の大失禁イキ!! インタビュー中にずぅーっと生クリトリスを激しくジュルジュルと舐められ膣内に舌をねじ込まれて発情してしまった禁欲中の未成年オマ○コはデカチン中出しSEXまでしてしまうのか!? 8（4月5日、DEEP'S）
- ナンパ連れ込みSEX隠し撮り・そのまま勝手にAV発売。するサラリーマン Vol.7（5月10日、綜実社/妄想族）
- 発掘素人 エッチなことには興味なさそうな真面目女子校生がびっくりするほどエロかった! 【むっつり助兵衛】 都崎あやめ（6月9日、ひよこ）
- 絶対に手を出してはイケナイはずの美しい姉と僕は血の繋がらない連れ子同士で…。 姉弟という縛りを失った二人が、禁断の中出し不倫に溺れた夏の日―。（6月14日、マドンナ）
- マジックミラー号 夏祭りだよ!! 花火大会へ向かうほろ酔い女子限定 赤面羞恥浴衣野球拳対決 超豪華6名収録全員SEX240分SP（8月11日、SODクリエイト）
- 性欲処理専門セックス外来医院 20 特別編 祝20作品目 Anniversary（8月25日、SODクリエイト）
- 人体固定媚薬アクメ 身動き取れずタイツを穿いたままイキ漏らす薬漬けパンストモニター（8月25日、ナチュラルハイ）
- 派遣マッサージ師にきわどい秘部を触られすぎて、快楽に耐え切れず寝取られました。（9月27日、ダスッ!）
- 拘束スローピストンレイプ 3 ゆっくり生チ○ポを挿し込み中出しまでの反応を楽しむ鬼畜オヤジに犯された女（11月23日、ナチュラルハイ）

- 脅える少女達の小便・放尿・全漏らしW失禁レ×プ 盗撮、便所強襲、潮吹き、校内調教、完堕ち中出し… 琴音華 都崎あやめ（2月21日、無垢）
- 制服少女レズ痴漢 疼く身体を卑猥な手つきで病みつきになるほど敏感開発されて…。 都崎あやめ 木下ひまり（4月11日、ビビアン）

### アダルトVR
- 性の知識が豊富すぎるエッチ大好き彼女と初同棲!感度良すぎてハードピストンが止まらない!（2022年7月31日、kawaii*）

### ネット配信
2021年
- ラグジュTV 1424 スタイル抜群ヒップホップダンサーがAV出演! 素朴でお淑やかな顔して激しい腰使い! 男に跨り本性丸出しで腰をクネラす汗だくセックス!!（6月30日、ラグジュTV）※「明見優奈」名義

2023年
- Aちゃん (smul005)（1月6日、素人ムクムク-礼ぷ-）
- あやめとはな（1月16日、素人ムクムク-W-）
- あやめちゃん（2月8日、素人ホイホイ）

### イメージDVD
- Ayame 真面目なshy girl・都崎あやめ（2022年7月7日、REbecca）

## 出演

### テレビ
- 魚拓と成瀬のツキとスッポンぽん #364,#365（2021年8月22日,29日、パチ・スロ サイトセブンTV）[5][6]

### ネット
- ロンドンハーツ ABEMA特別編「セクシー女優が選ぶ好きな芸人GP」（2022年6月1日、ABEMA） - アンケート協力[7]
- 大槻ひびきの「お尻ペン吉」だよ! #166（2022年12月2日、ニコニコ生放送）[8]